# Antifa

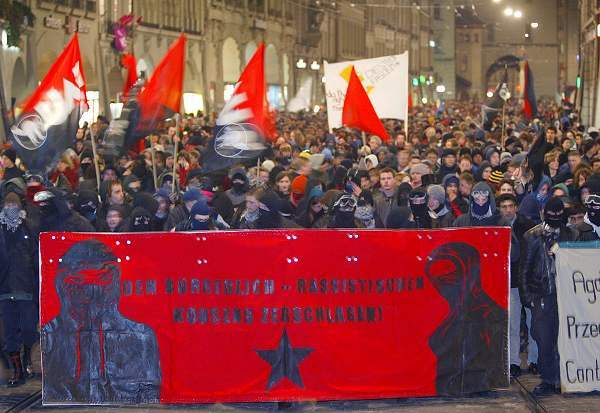
Demonstrace v Bernu, Švýcarsko

Antifašistická akce (zkráceně Antifa, zkratka AFA) je decentralizovaná, neformální síť antifašistických skupin zaměřených na radikální potírání krajní pravice. Někteří političtí komentátoři tyto skupiny označují za krajně levicové, ty však toto označení samy odmítají.
Názvem Antifa se označují některé antifašistické skupiny, jejich název bývá doplněn jménem města či regionu, kde operují (například Antifa Přerov, Antifa Ostrava a podobně). Tím se liší od jiných směrů v antifašistickém hnutí, zejména toho občanského, který v boji proti fašismu využívá primárně nenásilné prostředky jako demonstrace nebo petice.

## Historie
První skupina Antifaschistische Aktion byla vytvořena v roce 1932 v Německu tamní komunistickou stranou jako militantní organizace proti rostoucímu nacistickému hnutí v zemi. Krátce nato v roce 1933 po nástupu Adolfa Hitlera k moci ovšem byla rozpuštěna. Znovu se pak objevila až v 80. letech v západoevropských zemích, tentokrát bez přímé spojitosti s Německem nebo komunistickou stranou, kde spojovala oběti a bojovníky proti vzrůstající krajně pravicové vlně rasismu, neonacismu a všem formám sociálního útlaku.

## Antifa v ČR

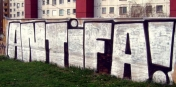
Antifa graffiti v Trnavě, Slovensko

Česká Antifa se zabývá propagačními, informačními a praktickými formami boje se všemi autoritářskými ideologiemi a skupinami usilujícími o jakékoli formy útlaku, v první řadě s neonacismem, fašismem a ultrapravicí, ale i projevy autoritářské levice, například stalinským bolševismem. Stejně tak častokrát vystupuje proti současnému systému, který podle ní přináší čím dál větší kontrolu nad životy lidí, drancování přírody a prohlubování sociální a ekonomické nerovnosti na celém světě.
Od roku 2008 česká Antifašistická akce změnila svou politiku a přestala pořádat veřejné demonstrace; reagovala tak na údajné policejní represe. Místo toho se snaží monitorovat osoby, organizace, strany a hnutí, které vnímá jako fašistické, rasistické nebo neonacistické. Příznivce či sympatizanty konfrontuje pomocí přímých akcí.
Antifa sdružuje osoby, které vytvářejí po celém území České republiky lokální autonomní skupiny, kde přednostně vyvíjejí svou činnost. Zároveň se sdružují do nadregionálních struktur, dle místa působnosti nebo oboru činnosti.